# 福生市立福生第一中学校
福生市立福生第一中学校 （ふっさしりつ ふっさだいいちちゅうがっこう）は、東京都福生市熊川にある公立中学校である。学びの多様化学校（いわゆる不登校特例校）に指定されている。

## 概要

### 教育目標
健康で思いやりのある人を目指し
1. すすんで学び、よく考えよう
2. 正しく判断し、実行しよう[2]

### 基本コンセプト
生徒も教師も気持ちよく向上を目指す学校

## 沿革
- 1947年（昭和22年）福生第一小学校の一部を仮校舎として開校、「福生中学校」と称す[3]。
- 1948年（昭和23年） 牛浜162番地に新校舎が完成し、移転[3]。
- 1951年（昭和26年） 現在地（熊川845番地）に移転（この校舎は当初、福生第三小学校開設のために建設されたが、敷地の位置などの関係で中学校として使用することになり、旧中学校校舎を福生第三小学校が使用）[3]。
- 1966年（昭和41年） 福生第二中学校の開校に伴い、現校名である「福生第一中学校」に改称 [3]。
- 1976年（昭和51年） 知的固定学級を設置。
- 2018年（平成30年） 自閉症情緒固定学級を設置。
- 2020年（令和2年）不登校特例校分教室を設置。

## 通学区域
- 福生第二小学校、福生第三小学校の通学区域で構成される[4]。

## 交通アクセス
- JR青梅線牛浜駅下車　東口から徒歩5分 [5]